# Gare de Monaco-Monte-Carlo
Gare de Monaco-Monte-Carlo - jedyna stacja kolejowa w księstwie Monako, położona pod ziemią, która została otwarta 7 grudnia 1999. Stacja została zaprojektowana przez biuro architektoniczne AREP. Stacja położona jest na linii Marsylia-Ventimiglia. Jest obsługiwana przez pociągi SNCF, np. TGV i TER.
Stacja znajduje się w tunelu o długości 466 m, 22 m szerokości i 13 m wysokości. Znajdują się tu 2 perony połączone ze sobą przejściem podziemnym.